# Каменноостровский дворец
Каменноостро́вский дворе́ц — один из дворцов Санкт-Петербурга, памятник времён Екатерины II, загородная императорская резиденция. Памятник архитектуры федерального значения.
Расположение дворцового комплекса: наб. Малой Невки, 1, наб. Большой Невки, Каменноостровский проспект, 77, 83.

## История
Согласно историческим свидетельствам, Каменный остров неоднократно переходил от одного владельца к другому. Сначала Пётр I пожаловал его своему троюродному дяде — канцлеру Гавриилу Ивановичу Головкину. По наследству остров перешёл к его старшему сыну Александру. Александр Гавриилович Головкин продал его супруге канцлера Алексея Петровича Бестужева-Рюмина. Сын канцлера Пётр уступил его казне.
В 1765 году Екатерина II подарила Каменный остров своему сыну Павлу Петровичу. 
Строительство Каменноостровского дворца началось весной 1776 года по проекту неизвестного автора на месте деревянного дворца А. П. Бестужева-Рюмина, бывшего владельца острова. Надзор за работами осуществлял архитектор Ю. М. Фельтен. В 1777 г. работы были прерваны из-за наводнения, после чего Фельтена сменил Дж. Кваренги. Возведение корпуса здания было закончено в 1780 году, декоративная отделка интерьеров велась до 1782 года. Но уже 18 января 1780 года в оранжерее дворца был устроен пышный приём в честь императрицы.
Дворец является выдающимся памятником классицизма и представляет в плане растянутую букву «П» с центральным корпусом и флигелями (Дж. Кваренги), поставленными к нему под прямым углом. Один из фасадов дворца, обращённый на парадный двор и дворцовый сад, украшен 6-колонным портиком с фронтоном тосканского ордера. К парадному входу ведёт лестница из финского гранита. В центре фасада, выходящего на Неву, расположен 8-колонный портик, завершенный аттиком. В центральном корпусе дворца находились Аванзал, Большой зал, галерея, Морской салон, Картинный зал и Кабинет. В одном флигеле располагались жилые помещения, в другом — дворцовый театр.

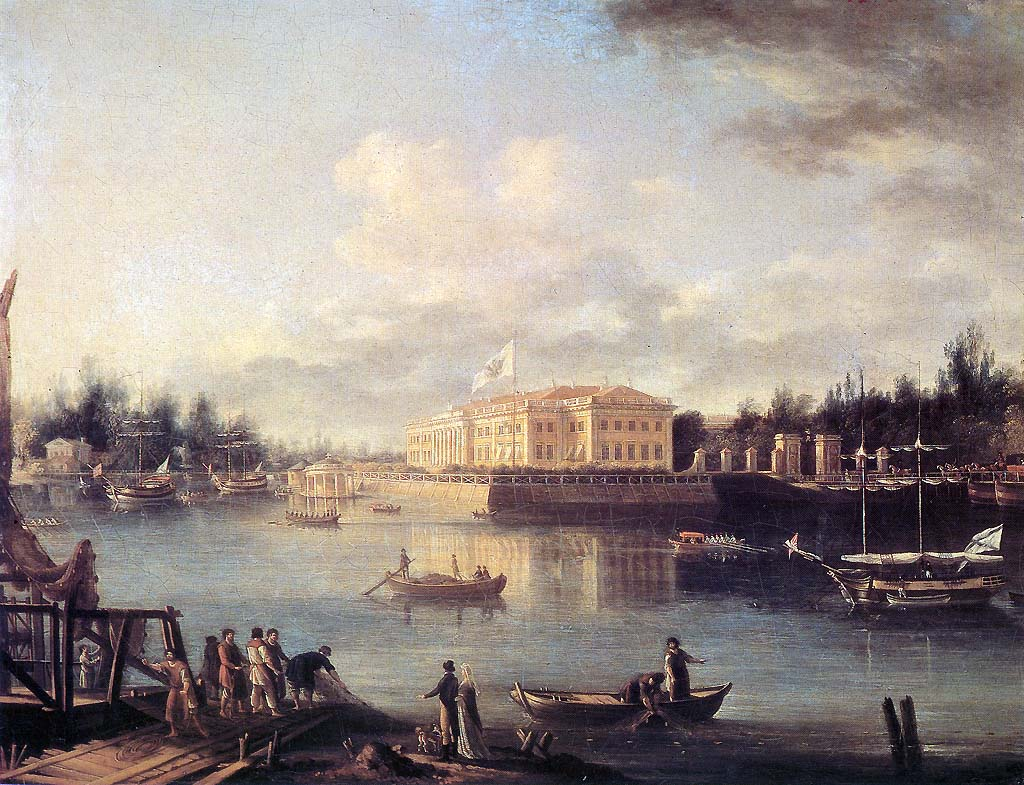
Щедрин С. Вид Каменного острова и дворца в Санкт-Петербурге.

В 1797 году дворец стали готовить к пребыванию в нём свергнутого с престола польского короля Станислава-Августа Понятовского. К отделке интерьеров привлекли архитектора В. Бренна. Морской салон был переделан в Малиновую гостиную, Большой зал — в Зеркальный, в Аванзале появились фрески с видами Рима, исполненные самим В. Бренной вместе с Ф. Лабенским по гравюрам Пиранези.
После вступления на престол Александра I в 1801 году дворец становится одной из любимых его резиденций. В начальный период царствования Александра Павловича во дворце собирается «Негласный комитет». Здесь же 6 августа 1812 года император поручил командование русской армией М. Кутузову. 

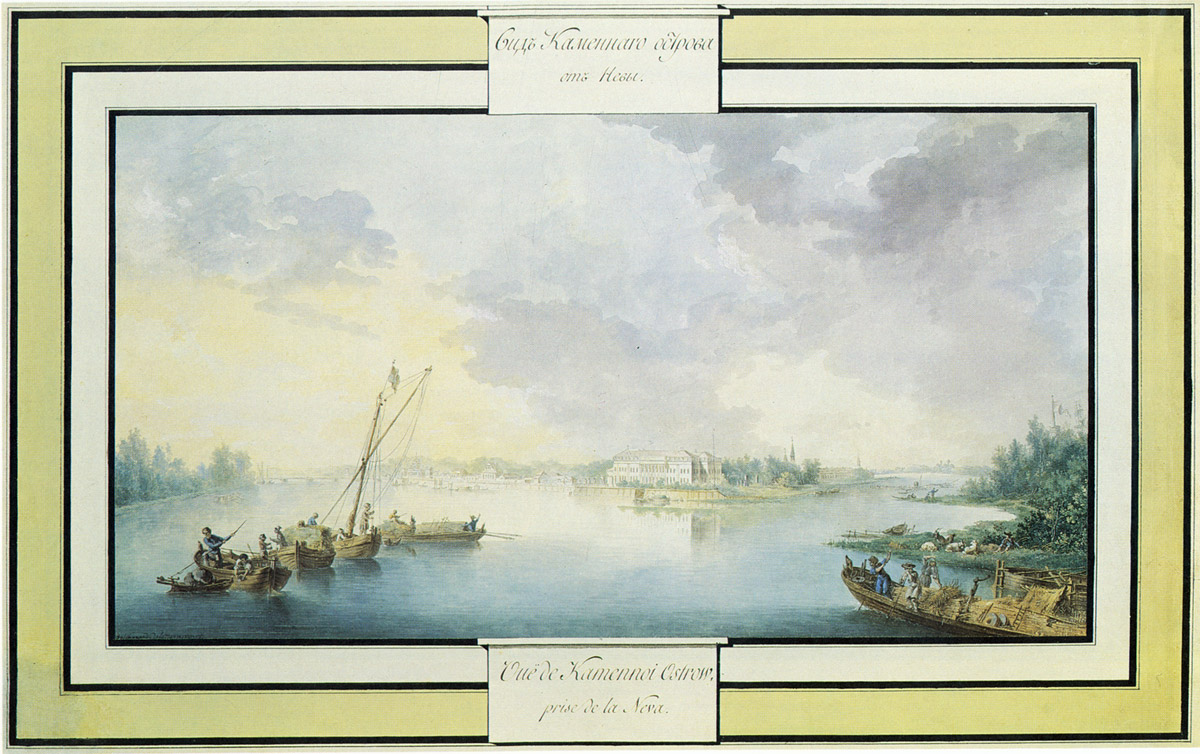
Ж. Б. де ла Траверс. Вид Каменного острова со стороны Невки (1786)

В 1808—1811 годах по проекту архитектора Л. Руска над вторым этажом жилого флигеля надстраивается третий этаж с кабинетом Александра I, отделанный в 1824 году по проекту В. П. Стасова. В это же время по проекту Тома де Томона садовый мастер Ф. Ф. Лимин произвёл перепланировку сада, превратив сад из пейзажного в регулярный.
В 1820-х годах многие помещения дворца были заново расписаны художником-декоратором Дж.-Б. Скотти. В 1824—1828 годах архитектор З. Ф. Дильдин перестраивает театральный флигель.
После Александра I дворцом владели великий князь Михаил Павлович и его супруга Елена Павловна. В 1834—1836 годах у них в гостях бывал А. С. Пушкин. В 1852—1854 годах здесь жил А. Рубинштейн. В 1845 году архитектор А. И. Штакеншнейдер пристраивает к невскому фасаду дворца закрытую террасу, устраивает вместо Малиновой гостиной Музыкальный салон, заменяет водопроводную систему дворца.
Дочь Михаила Павловича и Елены Павловны Екатерина Михайловна выходит замуж за состоявшего на русской службе в чине генерала немецкого герцога Георга Мекленбург-Стрелицкого, и дочь последних Елена Георгиевна Саксен-Альтенбургская получает Каменностровский дворец во владение. Она была одарена музыкально, стала последним председателем Императорского русского музыкального общества и устраивала во дворце музыкальные вечера высокого уровня.
Во время Первой Мировой войны на первом этаже Каменноостровского дворца открылся лазарет для нижних чинов. Средства для медицинского учреждения выделила принцесса Саксен-Альтенбургская.
Во дворце сохранились два парадных зала павловского времени с фресками, изображающими виды Рима по гравюрам Пиранези, личные комнаты великокняжеской четы, две парадные гостиные сер. 19 в.

## Дворцовый сад
Появился на месте сада А. П. Бестужева-Рюмина одновременно со строительством Каменноостровского дворца. Перепланировкой занимался художник и архитектор Великого князя Павла Петровича Ф. Виолье. Около дворца появились овальные и восьмигранные клумбы (по типу голландских садов), центральная аллея, удалённые участки сада выполнены в пейзажном стиле. С 1810 года благоустройством сада занимался архитектор Ж. Тома де Томон, развивший идеи Ф. Виолье.

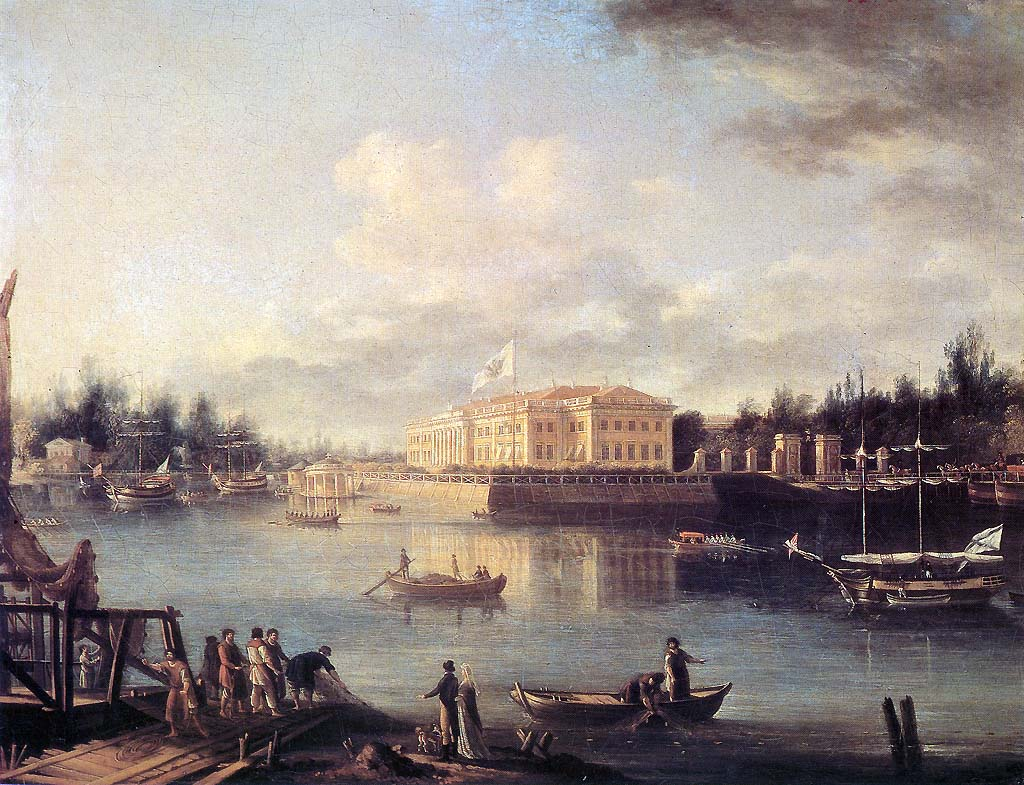
Щедрин С. Вид Каменного острова и дворца в Санкт-Петербурге (1803).

В 1776—1778 годах у входа во дворец появились Парадные ворота, в конце главной аллеи — Церковные, со стороны набережной были установлены Мраморные ворота, перенесённые в 1810 году к 1-му Каменноостровскому мосту, а в 1956 году — в Павловский парк.
Большой интерес представляет уникальная православная готическая дворцовая церковь Рождества св. Иоанна Предтечи, построенная в память Чесменской победы в 1776—1778 годах в конце центральной аллеи дворцового сада по проекту Ю. М. Фельтена.
На территории дворцового комплекса располагались Инвалидный дом (арх. Иван Кребер, полностью перестроен в 1979 г. под спортивный объект), Кухонный корпус (1785 г.), Хозяйственный и Дровяной дворы, каменная конюшня, манеж, гауптвахта (арх. Л. И. Шарлемань), дом садового мастера. По проекту Л. Руска в 1809—1811 гг. велось строительство Больших каменных оранжерей, декоративная роспись которых была выполнена выдающимся декоратором П. Гонзаго в 1813 году.

## Новейшее время — Академия талантов
Из истории известно, что в 1917 году после революции Каменноостровский дворец был национализирован. О том, как использовалось здание в 1920—1930 годах, точная информация отсутствует. Хотя по некоторым архивным данным, с 1920 по 1924 годы власти разместили здесь первую петроградскую колонию для беспризорных детей имени Луначарского.
В первоначальный советский период во Дворце постепенно была утрачена историческая мебель, детали мраморных каминов, декоративные детали дверей. Тогда же в дворцовом саду погибло много деревьев ценных пород.
В годы Великой Отечественной войны в здании располагались лазарет, блокадный госпиталь. В послевоенные годы начались работы по восстановлению декоративных росписей аванзала Дворца, закрашенных масляной краской в 1935 году. В Большом (Зеркальном) зале тогда отреставрировали кариатиды и барельефы в медальонах.
В советское время во дворце размещался санаторий Ленинградского военного округа. По состоянию на 2007 год его официальным названием было ФГУ «Ленинградский военный санаторий Военно-воздушных сил». Ежегодно здесь лечились и отдыхали около 2500 военных. Санаторий в самом центре Ленинграда располагал прекрасной научно-консультативной и лечебной базой, прибывающие из отдаленных регионов военнослужащие получали необходимую медицинскую помощь. В газетах того времени писали — «тысячи военных летчиков приезжают сюда со всей страны, чтобы не только поправить здоровье, но и посмотреть знаменитый город». Офицеры из самых дальних уголков СССР, а затем и России, имели возможность побывать в северной столице целыми семьями.
В начале 2008 года было сообщено о том, что организация «Лапин энтерпрайз» исследует состояние дворца, после чего специалисты компании составят техническое задание и подготовят проект реставрации. Предполагалось, что к концу года будет восстановлена гидроизоляция подвала и фундаментов и приведены в порядок фасады. Эти работы проводятся в рамках госконтракта стоимостью 100 000 000 рублей.
Реставрация дворца затянулась на долгие годы. В СМИ появлялись сведения о планах по превращению дворца в дом приёмов или резиденцию городского правительства и его главы, подобный другим резиденциям на том же Каменном острове, но реализованной оказалась более общественно полезная функция: 14 декабря 2015 года была представлена организованная городскими властями для школьников «Академия талантов» Санкт-Петербурга — бюджетное учреждение для дополнительного внешкольного образования, анонсированное в марте того же года.
Академия талантов — это современная образовательная экосистема, ориентированная на выявление, развитие, поддержку одаренных детей в области науки, искусства и спорта. Основные направления подготовки учащихся — наука, академическое искусство, олимпиадная подготовка, креативные индустрии, культура и текст, спорт. В распоряжении воспитанников Центр интеллектуальных игр, студии по изучению иностранных языков, выставочно-концертный зал, Студия юных хранителей дворца, голографический театр, классы для создания электронной музыки, лаборатории для проведения научных опытов. С сентября 2019 года действует вторая площадка Академии на Лафонской, 5 — Центр медиаискусств, где талантливые школьники получают дополнительное образование по программам в сфере цифрового искусства, медиатворчества и креативных индустрий. Все занятия бесплатные.